# Mieszana Komisja Reewakuacyjna
Mieszana Komisja Reewakuacyjna (Смешанная Реэвакуационная Комиссия), Mieszana Rosyjsko-Ukraińsko-Polska Komisja Reewakuacyjna (Смешанная российско-украинско-польская реэвакуационная комиссия), Mieszana Polsko-Sowiecka Komisja Reewakuacyjna – jeden z organów wykonawczych zawartego traktatu ryskiego.
Komisja została powołana na podstawie artykułu Art. XV, pkt. 7 Traktatu ryskiego celem reewakuacji mienia stron Traktatu.
W skład Mieszanej Komisji Reewakuacyjnej weszły delegacje, pełniąc swoje funkcje również w Specjalnej Komisji Mieszanej – polska oraz rosyjsko-ukraińsko-białoruska. 
Prezesami polskiej delegacji byli:
- Antoni Olszewski (1921-1922)
- dr Edward Kuntze (1923-1935)

prezesami delegacji rosyjsko-ukraińsko-białoruskiej:
- prof. Otto Szmidt (1921)
- Piotr Wojkow (1921-1926)
- Herman Lazaris (1927-1928)
- Mikołaj Kołczanowski (1928-)

Powołano podkomisje:
- Podkomisja Kolejowa
- Podkomisja Szosowo-Wodna
- Podkomisja Przemysłowa
- Podkomisja Rolna
- Podkomisja mienia b. Przedstawicielstw Polskich w Rosji i na Ukrainie

## Siedziba
Główna Komisja rezydowała w Moskwie, w pałacyku A.A. Urusowa (proj. W.A. Gamburcew) przy Małym Charitoniewskim pier. 3 (Малый Харитоньевский пер.) (1922), oraz delegatury - w Warszawie i Piotrogrodzie.